# Altoemion
『Altoemion』（アルトエミオン）は、田村ゆかりのミニアルバム。2023年11月29日にCana ariaから発売、株式会社テイチクエンタテインメントから販売された。

## 概要
田村ゆかりの4作目のミニアルバム。2か月連続リリースの第1弾で川島亮祐、サクマリョウが全曲の楽曲を担当する。

## 収録曲
全曲、作詞：川島亮祐、作編曲：サクマリョウ。
1. 金魚
2. ワームホール・バスストップ
3. 夢のあと
4. 逆蜻蛉
5. スーパーノヴァ
6. null